# Jan van den Brink
Jan van den Brink (Laren, 12 aprile 1915 – Hilversum, 19 luglio 2006) è stato un politico e banchiere olandese.

## Biografia
Figlio di un fabbricante di tappeti di Laren, si laureò con lode in Economia presso l'Università Cattolica di Tilburg nel 1940 e divenne funzionario presso il dipartimento di ricerca di mercato del ministero del Commercio. 
Nel 1942 faceva parte della resistenza e della rivista clandestina Je Maintiendrai. All'interno della resistenza prese parte ai colloqui di guerra con i leader politici e cattolici Quay e Romme, ma anche con il socialista Schermerhorn. 
Tra il 1948 e il 1952 ha avuto un ruolo importante nella economia dei Paesi Bassi. Nel 1964 al 1978 è stato membro del Consiglio di Amministrazione della Banca AMRO, negli ultimi anni come presidente.